# پامرانین (سگ)
پامِرانین (به انگلیسی: Pomeranian)، پامر یا پامی (به انگلیسی: Pommy) سگی از گروه اسپیتز، نژاد پامرانین متعلق به منطقه ای در شمال غربی لهستان و شمال شرقی آلمان در اروپای مرکزی است. البته نام این نژاد از منطقه پومرانیا گرفته شده‌است و احتمالاً علت آن اصلاح نژاد و کاهش اندازه این سگها در این منطقه است. در هر صورت سگهایی که از گروه که اندازه بزرگ‌تر داشتند به عنوان سگ گله عمل می‌کردند، این نژاد در قرن ۱۹ مورد توجه قرار گرفت. 

## حیوان خانگی
پامرانین انواع بسیار کوچک، مطیع و با جثه کوچک نیز دارد که به عنوان یکی از مهمترین حیوانات خانگی شناخته می‌شود. سگ‌های پامرانین را به سه دسته: عروسکی،خرسی و روباهی تقسیم کردند.
پامرانین سگی کوچک نژادی از خانواده اشپیتزها است که به سگ خانواده معروف است. او شخصیتی جذاب و مستقل دارد و برخلاف ظاهر کوچکی که دارد تصور می‌کند یک تگزاس را در قلمرو خود دارد. او سگ فعالی است و راحت و سریع دچار ناهنجاری‌های اخلاقی خواهد شد. به‌طور کلی اگر همراهان بسیار خوبی برای کودکان و اعضای خانواده نیستند. چشم‌های زیبا و بادامی شکل آنها به‌طور عجیبی و با کنجکاوی خاصی خواهد درخشید. پامرانین‌ها به رنگ‌های سفید، مشکی، پرتقالی، نسکافه ای، کرم و بلک اند تن وجود دارد. علیرغم جثهٔ کوچکی که دارند دیدبان‌های بسیار خوبی هستند و در مواجه شدن با سگ‌های بزرگتر از خودشان شروع به واق واق کردن کرده و خیلی وقتها بخاطر همین علت ممکن است آسیب جدی ببینند. خیلی لجوج هستند به همین دلیل باید برای تربیت آنها وقت و حوصلهٔ زیادی داشته باشید. پامرانین‌ها مناسب برای زندگی آپارتمانی نیستند.

## تاریخچه نژاد پامرانین
سگ پامرانین از نژادهای باستانی نژاد اشپیتز بوده و از نواحی لاپند و ایسلند مشتق شده‌است. نام آنها از منطقه پومرانیا گرفته شده که احتمال می‌رود علت نامگذاری آنها همین باشد. این نژاد در سال ۱۹ میلادی مورد توجه بسیاری از کارشناسان و پرورش دهنده‌های سگ قرار گرفت. این نژاد در ابتدا هم نژاد محبوبی برای اعضای خانواد به‌شمار می‌رفت. اشخاص قابل توجهی که سگ پامرانین داشتند می‌توان مارتین لوتر نام برد که نام سگ خود را بلفرلین گذاشته بود. در سال ۱۷۶۱ این نژاد به انگلستان نقل مکان کرد و محبوبیت او در سرتاسر اقیانوس اطلس گسترش یافت. در سال ۱۹۹۰ در یک نمایشگاه سگ در نیویورک معروف شد و به عنوان چهاردهمین نژاد در بین ۱۵۵ نژاد برتر در آن زمان رسمیت شناخته شد..

## مشخصات ظاهری
سر این حیوان در مقایسه با بدن دارای نسبت خوبیست، چشم‌ها براق به رنگ مشکی و اندازه متوسطی دارد. گوش‌ها در تولگی کوچک اما در بلوغ بزرگ است، در تولگی موهای کم و تا سن ۷ ماهگی موها زیاد می‌شوند، گردن کوتاهی دارد و قاعده آن به خوبی با شانه‌ها تناسب دارد.

## رنگ
پامرانین در انواع رنگ شامل طیف‌های زیر است:
- قرمز، نارنجی، کرم و مشکی
- مشکی کم رنگ (Sable)
- قهوه‌ای (Chocolate)
- خاکستری (Blue)
- الگوهای دو رنگ (Black & Tan)

این رنگ‌ها مطابق با استانداردهای بین‌المللی سگ‌دانی شناخته شده‌اند.

## نگارخانه

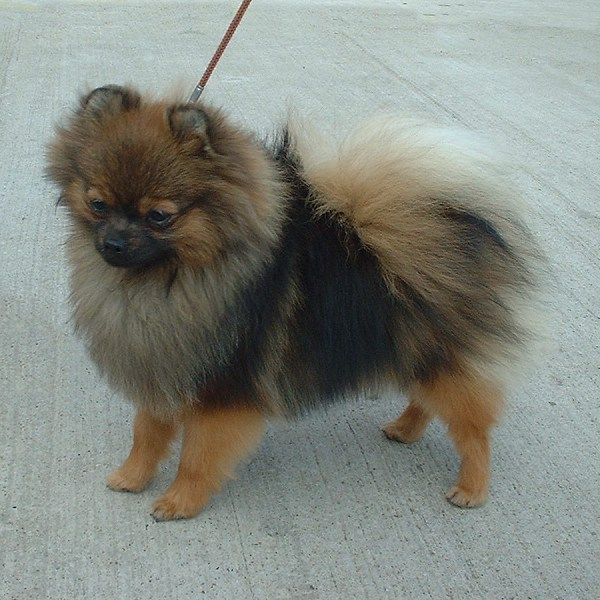
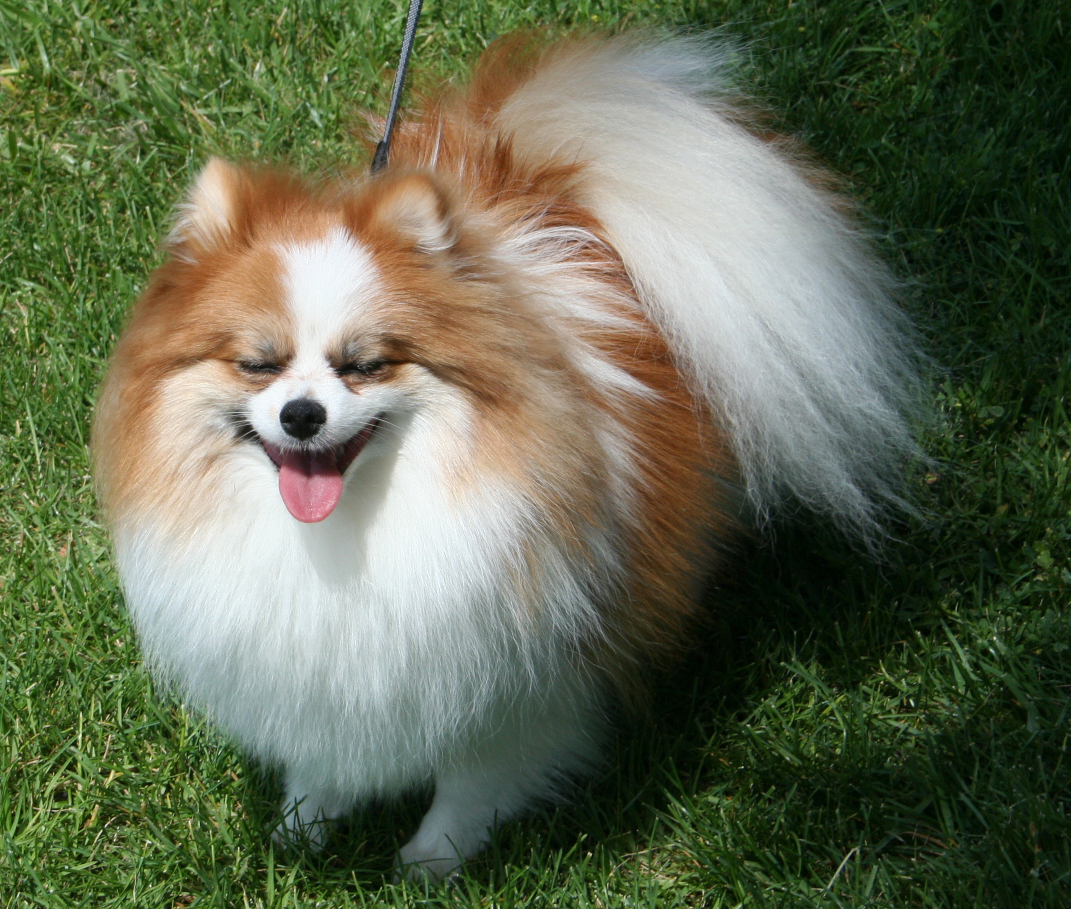
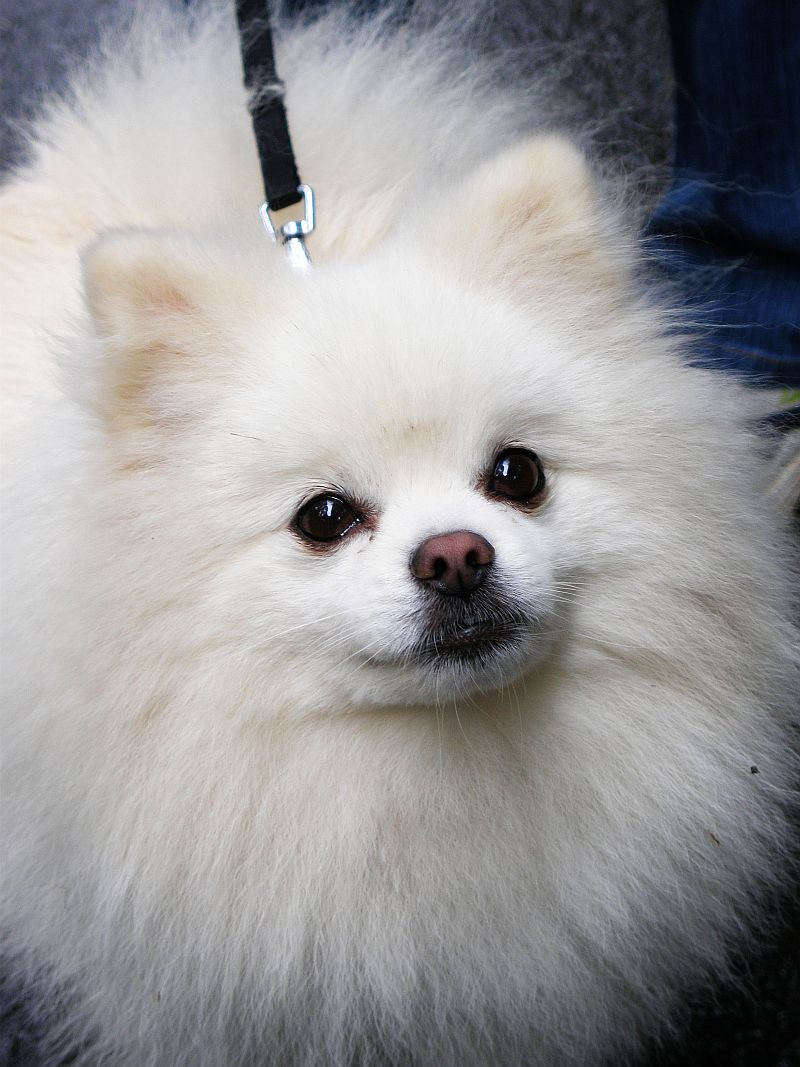
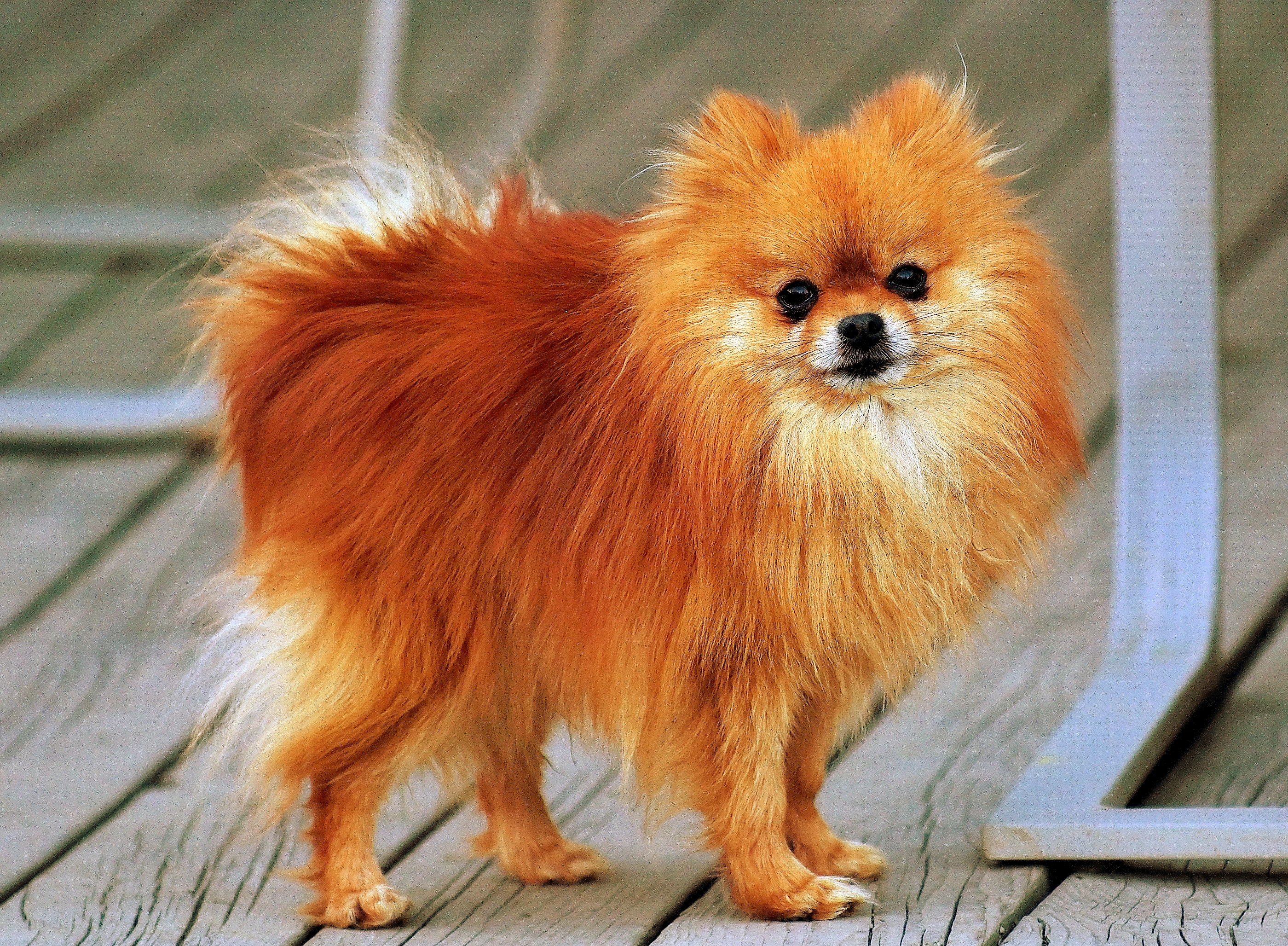
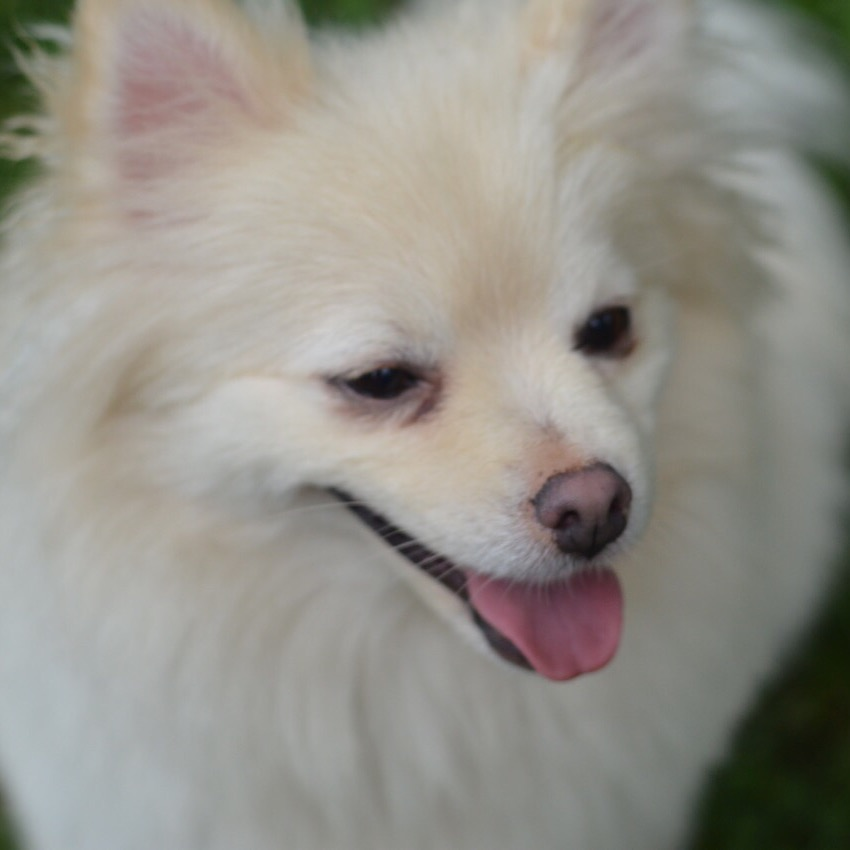